# 마리와 강아지 이야기
마리와 강아지 이야기(マリと子犬の物語, A Tale of Mari and Three Puppies)는 일본에서 제작된 이노마타 류이치 감독의 2007년 드라마 영화이다. 후나코시 에이이치로 등이 주연으로 출연하였으며 2011년 9월 14일 추석을 맞아 투니버스에서 더빙판으로 방영하였다.

## 출연

### 주연
- 후나코시 에이이치로(이상범) - 류이치(아빠) 역
- 마츠모토 아키코(이자명) - 사에코 역

### 조연
- 히로타 료헤이(정유미) - 료타 역
- 사사키 마오(김현지) - 아야 역
- 타카시마 마사노부 - 야스다 중사 역
- 고바야시 마오 - 료타의 담임 역
- 오노 타케히코(손종환) - 마을 이장 역
- 우츠이 켄(김태훈) - 할아버지 역

## 제작진
- 원작자: 구와하라 신지
- 주제가: 히라하라 아야카
- 미술: 헤야 쿄코

## 같이 보기
- 니가타현 주에쓰 지진